# Come and Get It (canción de Badfinger)
«Come and Get It» –en español: «Ven y tómalo»– es el nombre de una canción compuesta por Paul McCartney para la película de 1969 The Magic Christian, y popularizado por el grupo Badfinger.

## Versión de The Beatles
Paul McCartney grabó una maqueta de la canción el 24 de julio de 1969, cuando llegó temprano para una sesión en Abbey Road Studios. Él cantó la voz principal en una pista doble y tocó todos los instrumentos: cantó y tocó el piano en la primera toma, cantaba y tocaba las maracas de nuevo en el doblaje primera batería en la tercera y el bajo en la última. En menos de una hora la terminó. Fue lanzado oficialmente en 1996 en Anthology 3 y publicado bajo el nombre de The Beatles, a pesar de que McCartney fue el único Beatle que realizó el registro.

## Versión de Badfinger
El 2 de agosto de 1969, McCartney presenta su demo en Apple Records a la banda Badfinger (entonces llamado The Iveys) diciéndoles: "Está bien, tiene que ser exactamente como este demo." Su "zanahoria" para la banda era su oferta para producir esta canción y dos originales de The Iveys para la película The Magic Christian, ya que tenía un contrato de suministro de tres canciones para él. La banda siguió sus instrucciones.
El sencillo fue lanzado en los expedientes de Apple, el 5 de diciembre de 1969 en el Reino Unido, mientras que el 12 de enero de 1970 en el Reino Unido. "Come and Get It" fue un sencillo muy exitoso para la banda, alcanzando el número 7 en los Estados Unidos, y el número 4 en el Reino Unido. Fue el tema de apertura de la película The Magic Christian, protagonizada por Peter Sellers y Ringo Starr (que se repitió también durante los créditos finales de la película, con un arreglo de cuerdas adicional añadido). Las mayores diferencias entre las dos versiones son un tempo más lento en versión original y Badfinger con la producción de McCartney con el uso de armonías de tres partes.
La manga de la imagen del Reino Unido para la única muestra los cuatro miembros de Badfinger que aparecen en la canción, aunque el bajista Ron Griffiths abandonó la banda antes de que el sencillo fue lanzado.
En 1978, una versión reformada de Badfinger regrabó "Come and Get It" para K-Tel Records, con Evans de nuevo como voz principal. Esto sirvió para proporcionar una grabación de prueba para dar a Elektra, y dio lugar al álbum Airwaves en 1979.

## Versión de Paul McCartney
Paul McCartney interpretó la canción en vivo por primera vez en Bolonia, Italia, el 26 de noviembre de 2011. Desde entonces, la canción se ha atascado en la página setlist.
Además la interpretó de vuelta en el álbum del super grupo Hollywood Vampires en 2015.

## Otras versiones
Hay una versión de Elton John y una banda de Bane Lazlo.
Esta canción también fue producida por Maclen Music Inc. (BMI) en Epic Records (45rpm) album # 5-10580 Para la distribución a las estaciones de radio el 4 de marzo de 1970 y ejecutada por la Orquesta Vic Lewis y sus cantantes.
- Datos: Q632238